# كيث الكسندر (سياسي)
كيث الكسندر هو سياسي كندي، ولد في 12 يونيو 1921، وتوفي في 18 ديسمبر 1972.